# گورگون (ناانسان)
گورگون (به انگلیسی: Gorgon) یک شخصیت تخیلی و ابرتبهکارانه در کتاب‌های کامیک می‌باشد. این کاراکتر به دست استن لی و جک کربی خلق شده و در چهارشگفت‌انگیز شماره ۴۴ام (نوامبر ۱۹۶۵) معرفی شد. وی جزوی از خانوادهٔ سلطنتی غیرانسان‌ها است که در شهر مخفی آتیلان زندگی می‌کنند.
جدا از کتاب‌های کامیک، شرکت مارول از گورگون در دیگر کالاهای خود از جمله پوشاک، اسباب‌بازی، ورق بازی، انیمیشن‌های تلویزیونی و بازی‌های رایانه‌ای استفاده کرده است.